# Annihilator
Annihilator es una banda canadiense de thrash metal fundada por el cantante, guitarrista y bajista Jeff Waters. La banda se formó en 1984 y es considerada la banda que más discos de heavy metal ha vendido en Canadá aunque, la mayoría de sus ventas, no han sido en el país de origen de la banda. Sus dos primeros álbumes de estudio, Alice in Hell y Never, Neverland, se consideran obras maestras del thrash metal canadiense.
Desde su creación, Annihilator ha lanzado 17 álbumes de estudio y ha sufrido muchos cambios de formación. La banda se compone actualmente con Waters como guitarrista y vocalista. Desde 2003 hasta 2013, Dave Padden acompañó a Jeff Waters tocando la guitarra y cantando. Desde 2007, Waters ha reunido a diferentes personas para que toquen con la banda y así realizar espectáculos en vivo.

## Historia

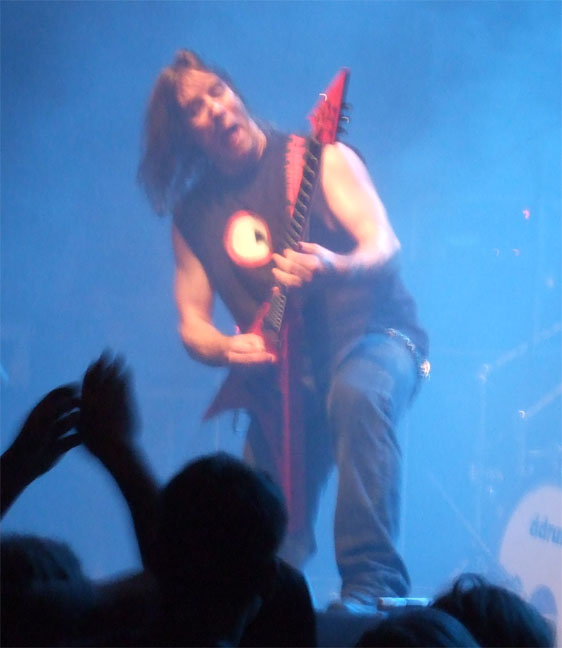
Jeff Waters en 2007

### 1988
Waters y Hartmann entraron en un estudio y empezaron el lento proceso de grabación del que sería su disco debut "Alice In Hell". Trabajando hasta tarde por la noche siempre que hubiera tiempo, con su amigo de Annihilator e ingeniero Paul Blake, Waters terminó la mayoría de las pistas de bajo y guitarra, mientras que entrevistaba a cantantes para el disco.

### 1989
En algún momento Waters eligió al ex D.O.A. una leyenda del punk y bajista Randy Rampage para cantar en las grabaciones del disco; aunque al principio tendrían elegido para cantar en el grupo al cantante Dennis Dubeau y algunas vocalizaciones de John Bates fueron borradas para la grabación de WTYD. Waters en ese momento encontró al bajista Wayne Darley de Victoria, el cual le pidió que se uniera al grupo a lo que este último accedió posteriormente y como ya habían conseguido el bajista que les estaba haciendo falta, en ese momento ya solo les faltaba un segundo guitarrista, por lo que Waters realizó un casting.
Muchos guitarristas fueron para la audición de la segunda guitarra de la banda. Casey Taeves estaba cooperando desde hacía bastante tiempo para la banda cuando en ese momento la compañía Roadrunner Records tomó la decisión de lanzar la portada del futuro álbum del grupo: Alice in Hell, pero por problemas de Casey Taeves con la compañía él decidió no unírseles.
Fue entonces cuando Dave Scott Davis (sin relación con Dave Scott) se unió a la banda como segundo guitarrista. Otra vez, una sesión foto fue solicitada (rogada) por la compañía, pero esta vez para la tapa de detrás del álbum y el manga. Fue en ese momento cuando Anthony Greenham se ofreció para unirse a la banda y la formación quedó lista.
Luego la banda se decidió a lanzar su primer vídeo para la canción "Alison Hell", y todavía no había elegido 2.ª guitarrista. Greenham obtuvo la convocatoria, pero terminó finalmente unirse a la banda. Greenham más tarde pasó a la guitarra en 1993 y, más recientemente, fue uno de los miembros de la tripulación de la banda Nickelback.
En este año se lanza con gran éxito su álbum debut: Alice In Hell pero tiempo más tarde Randy Rampage deja la banda argumentando diferencias entre los integrantes.
CAN gira con Testament, alegando no querer perder su antigüedad en su puesto de trabajo en Vancouver.

### 1990-1991
Roadrunner A R gurú y Monte Connor sugieren unir al exvocalista de Omen (Coburn Pharr) para que tome el lugar de Rampage. La alineación de la banda es ahora: Waters, Pharr y Hartmann.
En ese año Waters lanza el segundo álbum de annihilator denominado Never Neverland . Este supera incluso las ventas de su disco anterior: Alice In Hell; debido al éxito del álbum realizan una agotadora gira europea promocionado el último álbum en el que el guitarrista Dave no participa.
Durante esta gira Waters toca el clásico tema de Judas Priest: Hell Bent For Leather; después de este tour Pharr deja la banda.

### 1992
Pharr se une con el guitarrista Neil Goldbe, mkiniubn
rg para formar una banda llamada boston, que tiempo después también deja.
En ese entonces el vocalista Aaron Randall de Vancouver se une a la banda.gianlucca
Durante este año Ray Hartmann deja la banda argumentando diferencias entre los demás integrantes.

### 1993
Tras una rápida búsqueda de batería, se les une el excelente batería Mike Mangini y reclutan también a Aaron Randall en las voces.
Waters, Randall, Goldberg y Mangini en ese periodo preparan el siguiente álbum de Annihilator , que se denominaría finalmente, "Set The World On Fire", grabado enteramente en Vancouver, Canadá, invitando esta vez a tocar al exbatería Ray Hartmann y al batería Rik Fedyck que toca en la canción "Phoenix Rising". Esta línea de seguimientos (con Mangini y el bajista Wayne Darley) giran por Europa.
Mangini se accidenta y no puede participar de la gira; Waters une entonces a Annihilator al baterista Randy Black y al guitarrista Dave Davis.
Debido a estos acontecimientos prometen realizar una gira por Japón.
Dave Davis es puesto como bajista en vez de guitarrista ya que, Waters estaba a cargo de la guitarra.
Como Davis no sabía tocar bajo rápidamente aprendió a tocarlo y parte de la banda gira por Japón con sólo Waters a la guitarra de nuevo. Esta alineación continua intacta sin separarse y hasta realizan un breve recorrido por EE. UU.

### 1994-1995
Randall deja la banda y Waters durante ese periodo graba el siguiente álbum de Annihilator llamado: King Of The Kill.
Waters en este álbum se ocupa de tocar todos los instrumentos y la vocalización. Cam Dixon se suma como bajista y Dave Davis retorna a la guitarra.
Debido al éxito logrado con este álbum realizan tours, de las cuales reciben una muy buena acogida por parte de sus fanes; para promocionar el álbum, incluyendo giras europeas y japonesas. Durante el tour japonés Dixon deja la banda.

### 1996
Waters, Black y Davis deciden lanzar el siguiente álbum de Annihilator, denominado:"Refresh The Demon" y deciden realizar una nueva gira por Europa promocionándolo.
Solo semanas antes de comenzar la gira Randy Black decide abandonar la banda. Waters decide unir a la banda al batería Dave Machander y Lou Budjoso al bajo, Dave Davis aún permanece a la guitarra.

### 1997
Jeff Waters lanza el siguiente álbum de la banda denominado "Remains", del que no se realizan tours y del que obtuvo muy pocas ventas.

### 1999-2000
En este periodo de tiempo Waters se plantea el fin de Annihilator, ya que tuvo problemas económicos en el divorcio con su exmujer.
Jeff Waters decidió reunir a los primeros integrantes del grupo, así Randy Rampage, Ray Hartman y Jeff Waters graban el siguiente álbum de la banda denominado: "Criteria For A Black Widow".
En esos años el Bajista Wayne Darley le consulta a Waters para poder reintegrarse a la banda, pero tiempo después declina alegando razones de salud. Russell Bergquist, se añade en el bajo y la banda hace dos giras a Europa. En el segundo tour Rampage pide salir de nuevo de la banda. Waters realiza el último espectáculo de esta gira, como cantante y guitarrista.

### 2001
Joe Comeau se une como vocalista. Waters, Hartmann y Comeau graban el octavo disco de estudio de la banda denominado:"Carnival Diablos". Bergquist fue derivado como bajista, Dave Davis continua como guitarrista, Hartman como batería (reintegrado), y Comeau como vocalista.
También realizaron una gira por Europa para promocionar este álbum.

### 2002
Hartmann deja la banda y es sustituido por Randy Black, Comeau sigue como vocalista y Waters toma el cargo de las guitarras y el bajo. El trío lanza el siguiente álbum de la banda denominado:"Waking The Fury" y, junto con Bergquist y nuevo guitarrista Curran Murphy, realizaron giras por Europa y Japón, durante la gira graban el álbum en vivo: "Double Live Annihilation".

### 2003

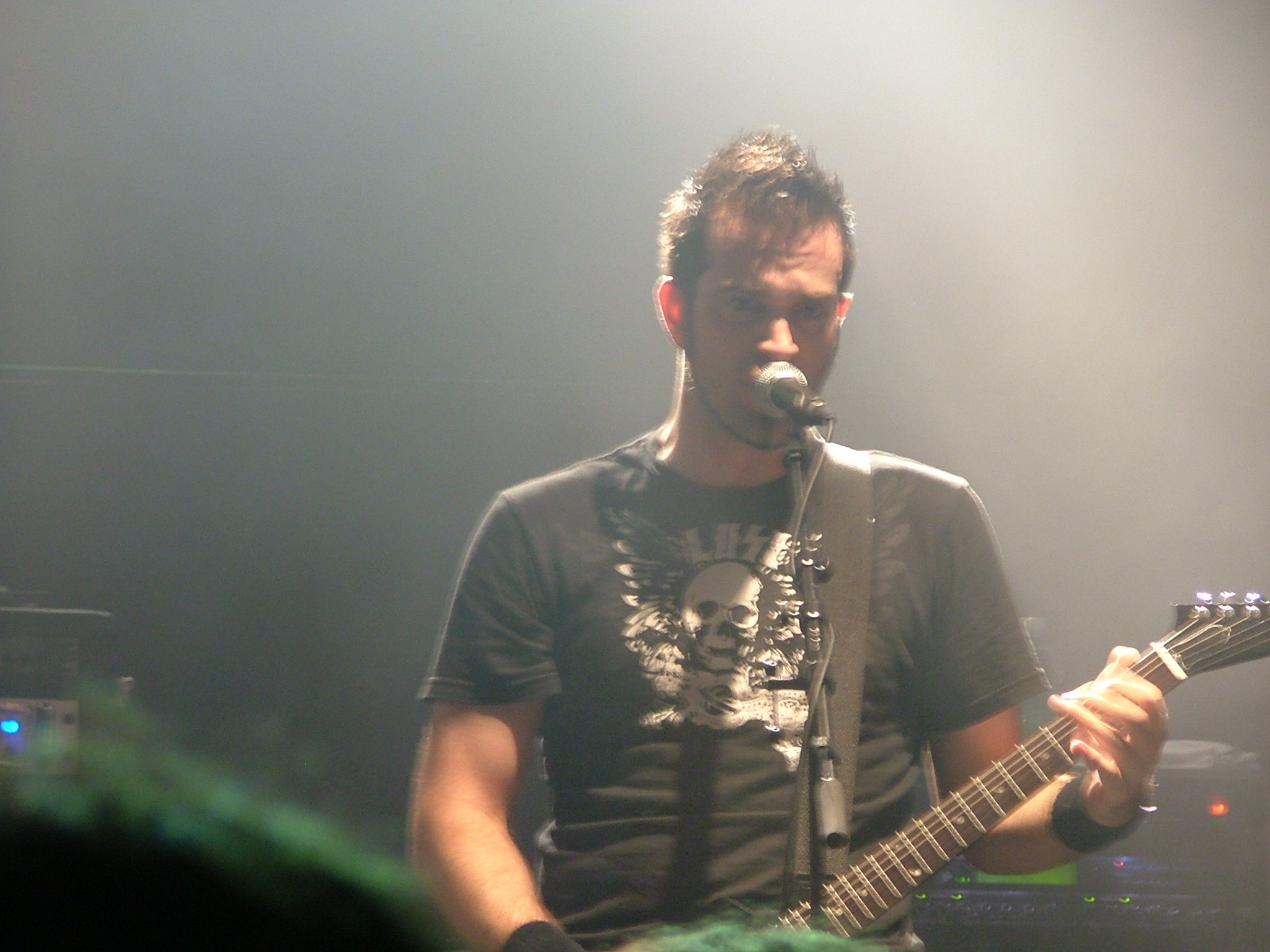
Dave Padden

Comeau es reemplazado por el cantante Dave Padden de Vancouver (el cual se asentaría en el grupo). Participan en diversos festivales de rock de verano.
La alineación de la banda es ahora:
Randy Black, Waters, Murphy y Bergquist.

### 2004
Waters, Padden y el reintegrado Mike Mangini graban el décimo álbum de la banda denominado :"All For You", el cual obtuvo una calificación pésima por parte de la crítica. Muchos fanes consideran que es su peor disco.
Realizan una segunda gira Europea, tocando covers nuevamente de Judas Priest con gran éxito, se une el bajista Sandor De Bretan y el batería Rob Falzano.

### 2005
Waters, Padden y el reintegrado Tony Chappelle originario de Ottawa en la batería, lanzan el disco número 11 de Annihilator, denominado:"Schizo Deluxe".

### 2007

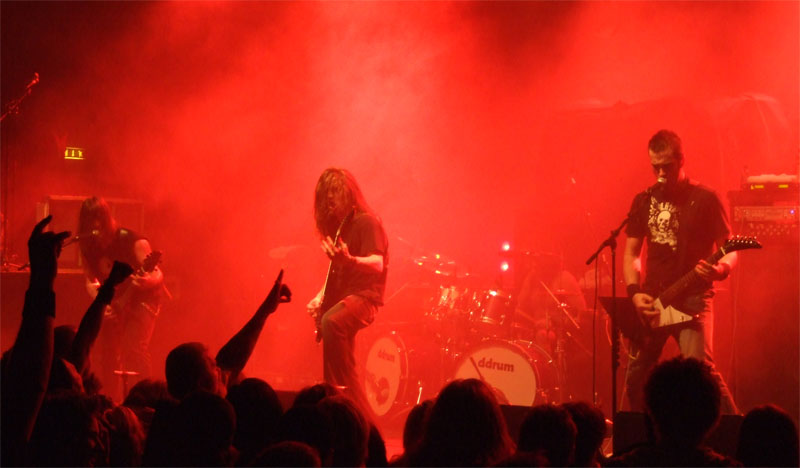
Annihilator live en Oslo, 2007

Sale a la venta "Metal", con las contribuciones de los siguientes artistas en todos los temas del disco:
- Clown Parade con Jeff Loomis de Nevermore.
- Chasing The High con Willie Adler de Lamb Of God.
- Couple Suicide con Danko Jones y Angela Gossow de Arch Enemy.
- Army Of One con Steve 'Lips' Kudlow de Anvil.
- Downright Dominate con Alexi Laiho de Children Of Bodom.
- Smothered con Anders Bjorler de The Haunted.
- Operation Annihilation con Michael Amott de Arch Enemy.
- Haunted con Jesper Strömblad de In Flames.
- Kicked con Corey Beaulieu de Trivium.
- Detonation con Jacob Lynam.

### 2009
ANNIHILATOR lanza su DVD "Live At Masters Of Rock"
Un comunicado de prensa dice lo siguiente:Canadá prepárese para experimentar ANNIHILATOR.
Conocida como una de las bandas de metal estreno en directo de tres décadas, ANNIHILATOR son capturados vivos en el caluroso verano, la República Checa de 2008. La banda golpea duro a la menta, las obras maestras del metal, que van desde el metal primeros discos clásicos como "Alice In Hell", "Never, Neverland"y "Set The World On Fire", a los registros de potencia como "King Of The Kill", "Waking the Fury"," Carnival Diablos "y a partir de 2007 la liberación aclamado 'Metal'. Tocando en vivo en frente de 30.000 metaleros, este concierto sold-out DVD es el más puro ejemplo de por qué ANNIHILATOR se promociona como una de las mejores bandas de metal de nuestro tiempo. "
ANNIHILATOR fue homenajeado en el "Artista Favorito de Metal / Grupo de categoría en los Premios 2009 independiente (Independent Music Awards), que se celebró el 14 de marzo en el Hotel Royal York (Canadá habitaciones) en Toronto, Ontario, Canadá. También se postula en el "Metal" categoría fueron BISON B.C., CRYPTOPSY, CURSED and FUCK THE FACTS
En mayo de 2009, Annihilator terminó sus nueve años de relación con el SPV Records.

### 2010
El 17 de mayo de 2010 Earache Records lanzó el álbum de estudio n.º 13 de Annihilator, titulado "Annihilator", con críticas positivas.
En septiembre de 2010, Earache Records, junto con Metal Hammer hizo una compilación de 14 canciones Annihilator álbum llamado Total Annihilation.

### 2013
Annihilator lanza su decimocuarto álbum: "Feast", en el cual muestran un sonido más variado. En este álbum se volvió a contar con la colaboración del guitarrista Danko Jones. El álbum recibió buenas críticas en general. En este álbum se presentaba en la portada a la modelo española Pilar Rubio.

### 2015
En abril de 2015, Annihilator había comenzado a trabajar en su decimoquinto álbum de estudio. Waters afirmó que la dirección musical del álbum sería "algo bastante diferente".  El álbum, titulado Suicide Society , fue lanzado el 18 de septiembre de 2015.

### 2016
A finales de noviembre de 2016, la banda anunció un álbum recopilatorio, titulado Triple Threat, que fue lanzado a través de UDR Records el 27 de enero de 2017. El álbum consta de tres discos, incluido uno que contiene a Jeff Waters, Aaron Homma y Rich Gray (anteriormente Annihilator). Hinks junto con otros artistas tocando un set acústico de las baladas y canciones acústicas más conocidas de la banda, todo realizado en tomas individuales. El segundo y tercer disco se lanzaron como DVD Blu-ray, uno que contiene el set completo de Annihilator en el Festival Bang Your Head en Alemania y el otro que contiene un documental que describe la extensa carrera de la banda.

### 2017
El 12 de septiembre de 2017, se anunció que el álbum, ahora titulado For the Demented , sería lanzado el 3 de noviembre.La banda realizó dos giras por Europa en 2018; primero con Testament y Vader en marzo y abrily después realizó una gira allí nuevamente de octubre a diciembre.

### 2019
El 10 de octubre de 2019, Annihilator lanzó "I Am Warfare" como el Sencillo principal del álbum, ahora titulado Ballistic, Sadistic, que se lanzó el 24 de enero de 2020.También lanzaron en vídeo musical titulado Armed To The Teeth perteneciente al álbum.

### 2022
La banda lanzó Metal II, una regrabación casi completa de su álbum Metal de 2007, el 18 de febrero de 2022, que sirve como tributo a Eddie Van Halen y Alexi Laiho, este último aparece póstumamente en uno de los las pistas regrabadas del álbum "Downright Dominate", que también cuentan con Dave Lombardo en la batería y Stu Block en la voz.

### 2023
En junio de 2023, Waters anunció en las redes sociales que había completado el trabajo en el próximo álbum de Annihilator.En el comunicado además se anuncia que tiene otros tres discos terminados y que espera terminar un quinto.

## Influencias
En una entrevista de 2013 con Photogroupie.com, Waters reconoció sus influencias y afirmó: "Comencé a escuchar a Elton John, Kiss, Sweet, AC/DC y luego evolucioné del hard rock con guitarra eléctrica a Black Sabbath y el material más pesado, Judas Priest, Maiden, Loudness, Van Halen estaban entrando. Luego me encendí con el thrash, así que luego fue Razor, Exciter ... Esos primeros álbumes fueron una gran influencia en las bandas de metal". En otra parte de la entrevista, Waters habló sobre el impacto que Iron Maiden tuvo en él y en la banda: "Todos son geniales... pero Bruce Dickinson es una persona brillante, única, talentosa... el tipo es un genio". 

## Miembros

### Miembros actuales
- Jeff Waters: voz, guitarra, bajo (1984–presente)
- Rich Hinks: bajo (2016–presente)
- Fabio Alessandrini: batería (2016–presente)
- Aaron Homma: guitarra (2015–presente)

### Miembros anteriores
Vocales
- John Bates (1984-1985)
- Dennis Dubeau (1987-1989)
- Randy Rampage (1989, 1999-2000) (ex-D.O.A., ex-Requiem (Can), Stress Factor 9)
- Coburn Pharr (1990-1992) (ex-Omen (US), Prisoner (US))
- Aaron Randall (1992-1994) (Speeed)
- Joe Comeau (2000-2003) (Overkill (US), ex-Liege Lord, Jack Frost (US), Tad Morose, Painmuseum, Ramrod)
- Dave Padden (2003-2014)

Guitarra
- K.C. Toews
- Dave Scott Davis (1989-1990, 1993-2001)
- Neil Goldberg (Boston)
- Anthony Greenham (1988-1990) (ex-Stress Factor 9)
- Curran Murphy (Aggression Core, ex-Nevermore, H.A.T.E., Faustus (US), Shatter Messiah)
- Dave Padden (2003-2014)

Bajo
- Wayne Darley (Victoria (Can))
- Dave Scott (1984-1985)
- Sandor de Bretan (2004-2005)
- Cam Dixon: bajo (1994–1995, 2015–2016)

- Lou Budjoso
- Russell The Woodsman Bergquist (Lalu, Duskmachine, White Wolf, Freaks by Nature, Rooky Guest)
- Dave Sheldon(live bass (for 22 concerts 2007/08) -Live At Master Of Rock)

Batería
- Paul Malek (1984-1985) (ex-Ivory Knight)
- Richard Death (1985)
- Ray Hartmann (Assault (Can), Stress Factor 9, Speeed, Random Damage)
- Mike Mangini (18 de abril de 1963 Newton MA) (1993, 2004-2005, 2007) (Steve Vai, Extreme, Mullmuzzler, James LaBrie, Stygia (US), Dream Theater)
- Randy Black (1993-1996, 2001-2003) (Primal Fear, Deception (Ger), Duskmachine, ex-Rebellion (Ger), Rooky Guest)
- Dave Machander (Victoria (Can))
- Tony Chappelle (2005)
- Rob Falzano (Shatter Messiah, Eternal Tragedy)
- Ryan Ahoff(live drums (for 22 concerts - 2007/08)Live At Master Of Rocks )
- Carlos Cantatore (live drums 2010)
- Mike Harshaw: batería (2012–2016)

## Discografía
- Alice in Hell (1989)
- Never, Neverland (1990)
- Set the World on Fire (1993)
- King of the Kill (1994)
- Refresh the Demon (1996)
- Remains (1997)
- Criteria for a Black Widow (1999)
- Carnival Diablos (2001)
- Waking the Fury (2002)
- All for You (2004)
- Schizo Deluxe (2005)
- Metal (2007)
- Annihilator (2010)
- Feast (2013)
- Suicide Society (2015)
- For the Demented (2017)
- Ballistic, Sadistic (2020)
- Metal II (2022)